# 杉本敏夫 (心理学者)
杉本 敏夫（すぎもと としお、1929年 - ）は、日本の心理学・数学史学者、明治学院大学名誉教授。

## 来歴
東京府（現在の東京都）生まれ。1954年、東京大学文学部心理学科卒業。1956年、同大学院修士課程修了。東大教養学部助手、専任講師。1968年、明治学院大学助教授。のち教授。1990年、定年退任、日本女子大学教授。1997年、定年退職。1981年、財団法人モーレイ育英会理事、のち理事長、会長。2005年、日本数学史学会会計監査。

## 著書
- ひとりだちのできる子 子どもの社会性をどう育てるか あすなろ書房 1980.12
- 文科系の計算機入門 電卓からBASICへ ブレーン出版 1990.3
- 心理学のためのレポート・卒業論文の書き方 サイエンス社 2005.3 (心理学セミナーテキストライブラリ)
- 解読・関孝和 天才の思考過程 海鳴社 2008.9

## 共著編
- 心理学 大山正共編著 北樹出版 1990.6 (ホーンブック)
- 心理学 鹿取広人共編 東京大学出版会 1996.9